# Половенко Василь Єгорович
Василь Єгорович Половенко (1909 — ?) — український радянський діяч, секретар Ворошиловградського (Луганського) обласного комітету КПУ.

## Життєпис
Член ВКП(б) з 1932 року.
З вересня 1946 року — заступник завідувача відділу пропаганди і агітації Ворошиловградського обласного комітету КП(б)У.
На 1951 — лютий 1953 року — завідувач відділу пропаганди і агітації Ворошиловградського обласного комітету КП(б)У.
У лютому (затв.) 1953 — 15 вересня 1961 року — секретар Ворошиловградського (Луганського) обласного комітету КПУ з питань ідеології.
19 січня 1963 — 7 грудня 1964 року — завідувач відділу соціального забезпечення виконавчого комітету Луганської сільської обласної ради депутатів трудящих. 
7 грудня 1964 — після 1967 року — завідувач відділу організованого набору та переселення робітників виконавчого комітету Луганської обласної ради депутатів трудящих.
Подальша доля невідома.

## Нагороди
- орден Трудового Червоного Прапора (26.02.1958)
- ордени
- медалі